# Memória humana
A memória humana é caracterizada pela capacidade dos seres humanos de adquirir, conservar e evocar informações através de dispositivos neurobiológicos e da interação social. Os principais sistemas de memória reconhecidos pela psicologia cognitiva são a memória sensorial, a memória de trabalho (também chamada memória operacional, a memória de curta duração) e a memória de longa duração.Esta última divide-se ainda em memória declarativa (subdividida em memória episódica e memória semântica) e memória de procedimentos.

## Memória de Trabalho e a Longo Prazo
Para José Lino Bueno, professor do Departamento de Psicologia Cognitiva e Educação da Universidade de São Paulo (USP) de Ribeirão Preto,” a memória é um conjunto de procedimentos que permite manipular e compreender o mundo, levando em conta o contexto atual e as experiências individuais, recriando esse mundo por meio de ações da imaginação.”
Existem vários tipos de memórias que se relacionam para formar "a memória" que usamos no dia-a-dia. A memória de trabalho, por exemplo é uma delas, a utilizamos em ocasiões rápidas como por exemplo, quando retemos um número de telefone apenas por tempo suficiente para discarmos.Além da sua baixa capacidade de retenção da informação - alguns segundos ou no máximo poucos minutos - a memória de trabalho é responsável por gerir nossa realidade. Ela também determina se a informação é útil se deve ser realmente armazenada, e ainda verifica se existem outras informações semelhantes em nossos arquivos de memória e, por último, se esta informação deve ser descartada quando já existe ou não possui utilidade.
Já a memória de longo prazo tem o objetivo de formar arquivos e consolidá-los em nossas mentes, e estas informações pode durar de minutos e horas a meses e décadas. São exemplos desse tipo de memória as nossas lembranças da infância ou de conhecimentos que adquirimos na escola.
Segundo Bueno “os sistemas de curto e longo prazo de memória estão ligados, transferindo informações continuamente de um para outro. Quando necessário, o conteúdo da memória de longo prazo é transferido para o armazenamento da memória de curto prazo. O sistema de curto prazo ou memória de trabalho recupera as memórias, tanto de curto quanto de longo prazo", afirma.

## Memória Sensorial
As memórias sensoriais consideram-se uma espécie de armazéns de informação provenientes dos diversos sentidos que alargam a duração do estimulo. Isto facilita o seu processamento na Memória Operativa. Os armazéns mais estudados os dos sentidos da visão e da audição.
O armazém icónico encarrega-se de receber a informação visual. Considera-se um depósito de grande capacidade na qual a informação armazenada é uma representação isomórfica da realidade de carácter puramente físico e não categorizado (ainda que não se tenha reconhecido o objecto). Esta estrutura é capaz de manter 9 elementos aproximadamente, por um intervalo de tempo muito curto -sensivelmente 250 milisegundos. Os elementos que finalmente se transferiram para a Memória Operativa serão aqueles a que o usuário prestará atenção.
O armazém onomatopaico, por sua vez, mantém armazenados os estímulos auditivos até que o receptor tenha recebido a informação suficiente para a poder processar definitivamente na Memória Operativa.

## Memória Operativa (ou Memória de Trabalho)
A Memória Operativa (também chamada de trabalho), ao contrário da memória de curto prazo que é imediata, é uma extensão do tempo que uma memória participa da memória de curto prazo, sendo portanto um sistema temporário de guardar e manipular informações associadas a aprendizado, raciocínio e compreensão, onde o usuário lida com a informação a partir da qual está interactuando com o ambiente. Além de também ser vista como termo mais genérico para o armazenamento da informação temporária da MCP.
Apesar desta informação ser mais duradoura que a armazenada nas memórias sensoriais, está limitada a aproximadamente 7±2 elementos durante 20 segundos (spam de memoria) findos os quais é apagada.
Esta limitação de capacidade manifesta-se em efeitos de primazia e recência. Quando se apresentam uma lista de elementos a algumas pessoas (palavras, desenhos, acções...) para que sejam memorizados, ao fim de um breve lapso de tempo recordam com maior facilidade aqueles itens que se apresentaram ao princípio (primazia) e no final (recência) da lista, mas não aqueles intermédios. O efeito de primazia diminui com o aumentar da lista, mas o mesmo não se passa com a recência. A explicação que se dá a estes dados é que as pessoas podem repassar mentalmente os primeiros elementos até os armazenar na memória de longo prazo (que se explicará a seguir), à custa de não poder processar os elementos intermédios. Os últimos itens, por sua vez, permanecem na Memória Operativa até finalizar a fase de aprendizagem, pelo que estariam acessíveis na altura de recordar a lista.
As funções gerais deste sistema de memória abarcam a retenção de informação, o apoio na aprendizagem de novo conhecimento, a compreensão do ambiente em dado momento, a formulação de metas imediatas e a resolução de problemas. Devido às limitações de capacidade quando uma pessoa realiza uma determinada função as demais não se poderão levar a cabo nesse momento.
A Memória Operativa é formada por vários subsistemas: um sistema supervisor (o Executivo Central), e dois armazéns secundários especializados em informação verbal (o Laço de Articulação) e visual ou espacial (a Agenda Visioespacial).
O Executivo Central coordena os recursos do sistema e faz a sua distribuição por diferentes armazéns chamados escravos segundo a função que se pretenda levar a cabo. Centra-se, portanto, em tarefas activas de controlo sobre os elementos passivos do sistema, neste caso os armazéns de informação.
O Laço Articulatório, por sua vez, encarrega-se do armazenamento passivo e manutenção activa de informação verbal falada. O primeiro processo faz com que a informação se perca num breve lapso de tempo, sendo que o segundo (repetição) permite refrescar a informação temporal. Mais ainda, é responsável pela transformação automática da linguagem apresentada de forma visual até à sua forma fonológica (processo que se referiu anteriormente no apartado de percepção), pelo que na prática processa a totalidade da informação verbal. Isto demonstra-se quando se trata de recordar uma lista de letras apresentadas de forma visual ou auditiva: em ambos os casos uma lista de palavras de som semelhante é mais difícil de recordar do que uma em que estas não sejam tão parecidas. Assim, a capacidade de armazenamento do Laço Articulatório não é constante como se acreditava (o clássico 7 ±2), antes diminui à medida que as palavras a recordar são maiores.
Finalmente, a Agenda Visioespacial é o armazém do sistema que trabalha com elementos de carácter visual ou espacial. Como o anterior, a sua tarefa consiste em manter este tipo de informação. A capacidade de armazenamento de elementos na Agenda Visioespacial sai afectada – tal como no Laço Articulatório - pela semelhança dos seus componentes, sempre e quando não seja possível traduzir os elementos ao seu código verbal (p.e. porque o Laço Articulatório esteve ocupado com outra tarefa). Assim, será mais difícil recordar um pincel, uma caneta e um lápis do que um livro, um balão e em lápis.
Investigou-se como a limitação de recursos da Memória Operativa afecta a execução de várias tarefas simultâneas. Nas investigações deste tipo pede-se às pessoas que realizem uma tarefa principal (p.e. escrever um artigo) e de outra secundaria (p.e. escutar uma canção) ao mesmo tempo. Se a tarefa principal se realizar pior que quando se realiza sozinha, pode-se constatar que ambas tarefas repartem recursos. Em linhas gerais, o rendimento em tarefas simples piora quando estas requerem a participação de um mesmo armazém secundário (p.e. escrever um texto e estar atento ao que se diz na canção) mas não quando os exercícios se levam a cabo de forma separada nos dois armazéns ou subsistemas (p.e. escutar uma notícia e ver umas imagens de televisão). Quando a complexidade das tarefas aumenta e se requer o processamento de informação controlado pelo Executivo Central a execução em ambas as tarefas diminui de velocidade mas não piora.
Também se demonstrou que as pessoas de mais idade mostram pior rendimento nas tarefas que requerem o uso do componente do executivo central da memória de trabalho. Pelo contrário, as tarefas que precisem da parte fonética não serão tão afectadas pela variável idade. No entanto, actualmente esta questão não é pacífica.

## Memória de Longo Prazo
Este armazém faz referência ao que geralmente se entende por memória, a estrutura na qual se armazenam recordações, conhecimento acerca do mundo, imagens, conceitos, estratégias de actuação, etc.
É um armazém de capacidade ilimitada (ou desconhecida) e contém informação de natureza distinta. Considera-se como a “base de dados” na qual se insere a informação através da Memória Operativa, para se poder posteriormente fazer uso dela.
Uma primeira distinção dentro da Memória de Longo Prazo (MLP), é a que se estabelece entre Memória Declarativa e Procedimental. A Memória Declarativa é aquela em que se armazena informação sobre acções, sendo que a Memória Procedimental serve para armazenar informação baseada em procedimentos e estratégias que permitem interactuar com o meio ambiente, mas que se posta em marcha tem lugar de maneira inconsciente ou automática, resultando praticamente impossível a sua verbalização.

## Classificação por tipo de informação

### Memória procedimental
Pode-se considerar como um sistema de execução, implicado na aprendizagem de tipos distintos de habilidades que não estão representadas como informação explícita sobre o mundo. Pelo contrário, estas activam-se de modo automático, como uma sequência de pautas de actuação, perante os pedidos de uma tarefa. Consistem numa série de reportórios motores (dactilografar, utilizar o rato...) ou estratégias cognitivas (programar numa linguagem conhecida por parte do usuário, efectuar um cálculo) que levamos a cabo de modo inconsciente.
A aprendizagem destas habilidades acontece de modo gradual, principalmente através da execução da retro alimentação que se obtenha desta; de facto, também podem influir as instruções (sistema declarativo) ou por imitação. O grau de desenvolvimento destas habilidades depende da quantidade de tempo empregue na sua prática, bem como do tipo de treino que se leve a cabo. Como prevê a lei da prática, nos primeiros ensaios a velocidade de execução sofre um rápido incremento exponencial que vai diminuindo de ritmo conforme aumenta o número de ensaios de prática.
A aprendizagem de uma habilidade implica que esta se realize optimamente sem demandar demasiados recursos de atenção que podem estar em uso com outra tarefa ao mesmo tempo. A dita habilidade levar-se-à a cabo de maneira automática.
A unidade que organiza a informação armazenada na Memória Procedimental é a regra de produção que se estabelece em termos de condição-acção, sendo a condição uma estimulação externa ou uma representação desta na memória operativa; e a acção considera-se uma modificação da informação na memória operativa ou no ambiente.
As características desta memória são importantes chegada a hora de desenvolver uma série de regras que ao aplicarem-se permitam obter uma boa execução de uma tarefa.

### Memoria declarativa
A memória declarativa contém informação que se refere ao conhecimento sobre o mundo e experiências vividas por cada pessoa (memoria episódica), bem como informação referida ao conhecimento geral, melhor referido a conceitos extrapolados de situações vividas (memoria semântica). Ter em conta estas duas subdivisões da Memória Declarativa é importante para entender de que modo a informação está representada e é recuperada de uma forma distinta.
A distinção de Memoria Semântica da conta de um armazém de conhecimentos acerca dos significados das palavras e as relações entre estes significados, ao constituir uma espécie de dicionário mental, mostra que a Memória Episódica representa eventos ou sucessos que reflectem detalhes da situação vivida e não somente o significado.
A organização dos conteúdos na Memória Episódica está sujeita a parâmetros espacio-temporais, ou seja, os eventos que se recordam representam os momentos e lugares em que se apresentaram. De facto, a informação representada na Memória Semântica segue uma pauta conceptual, de maneira a que as relações entre os conceitos se organizem em função do seu significado.
Outra característica que diferencia ambos tipos de representação refere-se a que os eventos armazenados na Memória Episódica são aqueles que foram explícitamente codificados, sendo que a Memória Semântica possui uma capacidade inferencial e é capaz de manejar e gerar nova informação que nunca se havia apreendido explícitamente, mas que se havia implícita nos seus conteúdos (entender o significado de uma nova frase ou de um novo conceito).